# Црвени ветар
Црвени ветар или еризипел је акутно инфективно обољење које се клинички манифестује локализованим, оштро ограниченим црвенилом, отоком коже и симптомима опште инфекције.
Узрочник ове болести је бактерија Streptococcus beta haemolythicus групе А, која узрокује и друге сличне болести. Много ређе се као узрочници могу појавити и стрептококе из групе Ц, Д или Г, док код новорођенчади узрочник еризипела може бити и бактерија из групе Б.
Резервоар инфекције је особа оболела од неке врсте стрептококне инфекције, која се најчешће преноси непосредним контактом са инфицираном особом. Обољење није заразно (контагиозно), а јавља се спорадично и то углавном у хладнијем временском периоду када има више других стрептококних обољења.

## Клиничка слика
Инкубација траје од неколико сати до 3-4 дана. Болест почиње нагло са симптомима општег инфективног синдрома: скок температуре (38-40&nbsp;°C), језа, грозница, главобоља, малаксалост и повраћање. Локални знаци се јављају након 12-24 часа. Прво се јавља затезање коже и лак свраб на делу захваћеног подручја. Следећег дана се јавља црвенило које је оштро ограничено према здравој кожи. Оно се брзо шири и издиже, због отока који је еластичан.
Кожа захваћена црвеним ветром је топла, затегнута, напета, сјајна, глатка, жарко црвене боје, болно осетљива са максимумом бола на периферији промене. Граница је оштра и има бедемасту ивицу, јер су на њој најчешће изражени елементи акутног запаљења. Због нагомилавања ексудата може доћи до раслојавања делова коже са стварањем везикула и пликова који су испуњени серозним или крвавим садржајем.
Након 5-7 дана од почетка болести (када су симптоми најизраженији), долази до постепеног стишавања. Општи знаци инфекције нестају, а промене на кожи се повлаче истим редоследом којим су и настајале. Црвенило бледи од центра ка ивицама, а истовремено се смањује оток, бол и затегнутост коже која почиње да се перута.

## Дијагноза
Дијагноза црвеног ветра се поставља на основу карактеристичне клиничке слике, а потврђује се лабораторијским налазима: у крвној слици је изражена леукоцитоза са полинуклеозом, убрзана је седиментација итд.

## Лечење
Терапија болести је каузална (усмерена на узрочнике) и симптоматска. Уколико се не лечи, болест може да траје и дуже од 20 дана.
|  | Молимо Вас, обратите пажњу на важно упозорење у вези са темама из области медицине (здравља). |